# Пісенний конкурс Євробачення 2023
Пісенний конкурс «Євробачення-2023» — 67-й пісенний конкурс, який відбувся у Ліверпулі, Великій Британії, після того, як Україна, яка перемогла на конкурсі 2022 року з піснею «Stefania» гурту «Kalush Orchestra», не змогла задовольнити вимоги щодо проведення конкурсу через безпекові побоювання, спричинені російським вторгненням в Україну. Велика Британія приймала конкурс удев'яте, востаннє це відбулось 1998 року в Бірмінгемі. 
Перемогу в конкурсі здобула Лорін з піснею «Tattoo». Її виступ зрівняв кількість перемог Ірландії та Швеції на Євробаченні. До першої п'ятірки увійшли Фінляндія, Ізраїль, Італія та Норвегія. Швеція перемогла в голосуванні журі, а в телеголосуванні посіла друге місце після Фінляндії. Лорін стала другою виконавицею, яка виграла конкурс двічі, після Джонні Логана.
У ЄМС повідомили, що телевізійна аудиторія конкурсу склала 162 млн глядачів у 38 європейських країнах, що на мільйон більше, ніж у минулому році. Загалом 15,6 млн глядачів дивилися конкурс онлайн на YouTube й TikTok.

## Місце проведення
За традицією Євробачення право приймати конкурс отримує країна-переможниця попереднього. Переможницею конкурсу 2022 року стала Україна. Проте, з урахуванням вторгнення Росії в Україну, було невідомо, чи схвалить Європейська мовна спілка заявку на проведення конкурсу 2023 року в Україні. Зацікавленість у ролі країни-господарки в разі неможливості проведення конкурсу Україною виявили:
- Бельгія[5]
- Велика Британія[6]
- Ісландія[7]
- Іспанія[8]
- Італія[9]
- Нідерланди[10]
- Польща[11]
- Швеція[12]

16 травня 2022 року Микола Чернотицький, голова Суспільного, заявив, що український мовник хоче провести конкурс у мирній Україні та сподівається, що країна зможе гарантувати безпеку всім учасникам та делегаціям під час заходу. Пізніше Чернотицький заявив, що 20 травня 2022 року телекомпанія розпочне переговори з ЄМС щодо проведення конкурсу. 10 червня в Україні почали підготовку до участі в конкурсі — Кабінет міністрів створив організаційний комітет.
16 червня 2022 року Суспільне та український уряд провели зустріч із ЄМС, щоб обговорити можливі варіанти проведення конкурсу в Україні. Наступного дня Спілка оголосила, що Україна не зможе провести Євробачення 2023 після оцінки як від Суспільного, так і від інших спеціалістів. Було зазначено, що обговорення розпочнуться з BBC, національним мовником Великої Британії, представник якої Сем Райдер із піснею «Space Man» посів друге місце 2022 року, про потенційний конкурс в країні. У відповідь на це Чернотицький і Олександр Ткаченко, міністр культури України, разом із українськими переможцями Євробачення Русланою, Джамалою та Олегом Псюком (засновник Kalush Orchestra) опублікували спільну заяву з проханням продовжити переговори з ЄМС, а Прем'єр-міністр Великої Британії Борис Джонсон, заявив, що Україна може провести Євробачення в будь-якому безпечному українському місті. Крім того, британська газета Ґардіан припустила, що Європейський Союз працює над подачею заявки про проведення конкурсу в місті Брюссель, столиці Бельгії.
25 липня 2022 року ЄМС підтвердила, що конкурс відбудеться у Великій Британії від імені мовника-переможця НСТУ. При цьому представники «Суспільного» співпрацюватимуть із BBC, щоб розробити та впровадити українські елементи в шоу наступного року, а Україна, як країна-переможниця Пісенного конкурсу Євробачення 2022, також автоматично потрапить до фіналу майбутнього конкурсу. Уперше з 1980 року Євробачення не буде проведене в країні-переможниці попереднього конкурсу. Заявку на прийняття Євробачення подали: Лондон, Манчестер, Ліверпуль, Брайтон, Бірмінгем, Лідс, Шеффілд, Вулвергемптон, Сандерленд, Единбург, Глазго, Абердин, Белфаст, Кардіфф, Бристоль, Ноттінгем, Ньюкасл-апон-Тайн та Деррі. Громадські діячі, включно з колишніми переможницями Євробачення від Великої Британії Лулу, Шеріл Бейкер з Bucks Fizz і Катріною Лесканіч з Katrina and the Waves, висловили свою підтримку своїх улюблених міст.
7 жовтня 2022 року BBC повідомило, що конкурс відбудеться в Ліверпулі на Ліверпуль-арені. Ліверпуль прийматиме конкурс уперше.
Умовні позначення:
     Місце проведення
     Розглянута заявка
| Місто             | Місце                | Деталі | Дж.           |
| ----------------- | -------------------- | --- | ------------- |
| Бірмінгем         | «NEC Arena»          | Місце проведення Ігор Співдружності 2022. | [ 36 ]        |
| Глазго            | «OVO Hydro»          | Зовнішній вигляд закладу був представлений у фільмі «Пісенний конкурс Євробачення: Історія вогненної саги». Підтримується міською радою Глазго. | [ 37 ] [ 38 ] |
| Ліверпуль         | «Ліверпуль Арена»    | У арені проходила церемонія вручення премії MTV Europe Music Awards 2008.                                                                       | [ 39 ] [ 40 ] |
| Лідс              | «First Direct Arena» | — | [ 41 ]        |
| Манчестер         | «Манчестер Арена»    | У арені проходили Ігри Співдружності 2002 року та Чемпіонат світу серед дорослих з тхеквондо 2019 року.                                         | [ 42 ]        |
| Ньюкасл-апон-Тайн | «Utilita Arena»      | — | [ 43 ]        |
| Шеффілд           | «Sheffield Arena»    | Підтримується Об'єднаною владою мера Південного Йоркшира.                                                                                       | [ 44 ]        |

## Формат

### Візуальний дизайн

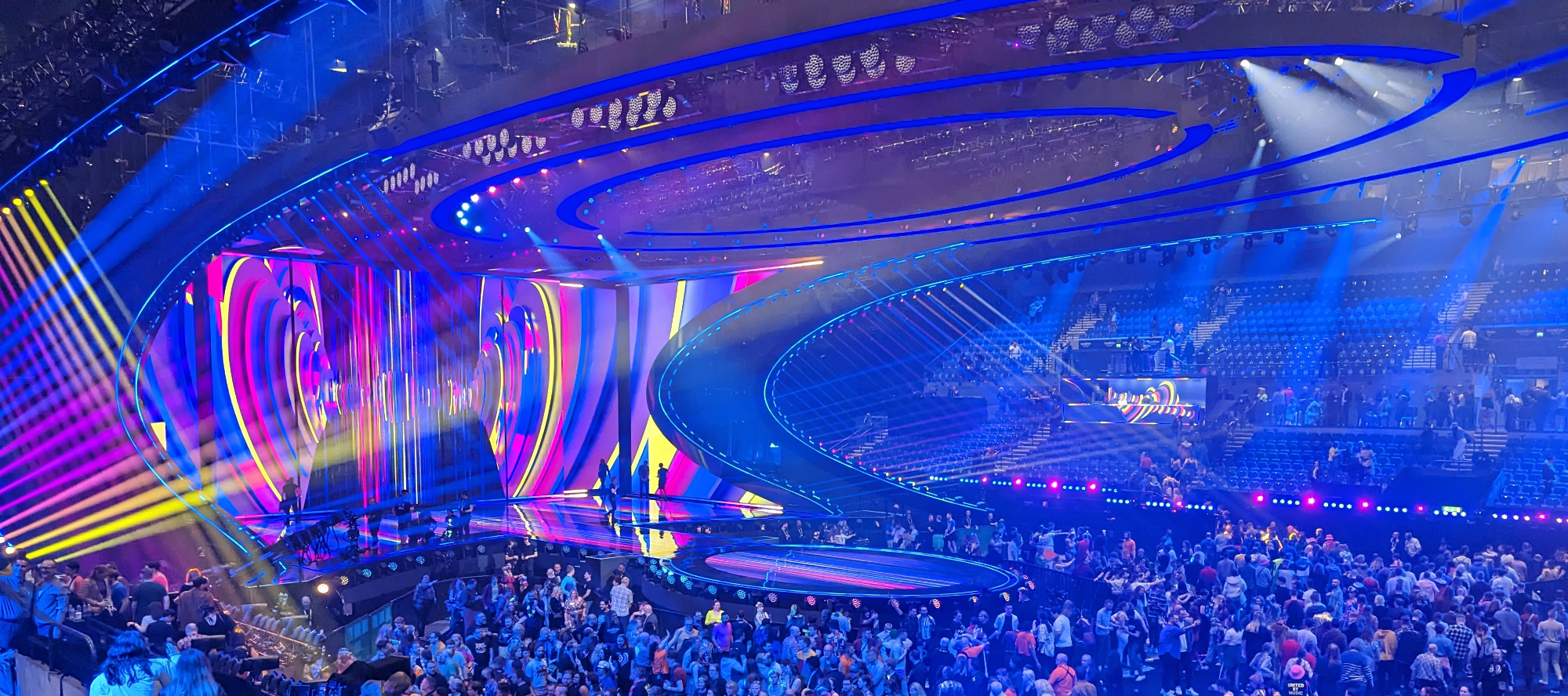
Сцена «Євробачення 2023»

Євробачення-2023 відбулося під гаслом «Об'єднані музикою». На логотипі — серця у національних кольорах України та Великої Британії. Шрифт, який використовується в логотипі Євробачення, називається Penny Lane — відсилання до «Бітлз» і багатої музичної спадщини Ліверпуля.

### Ведучі

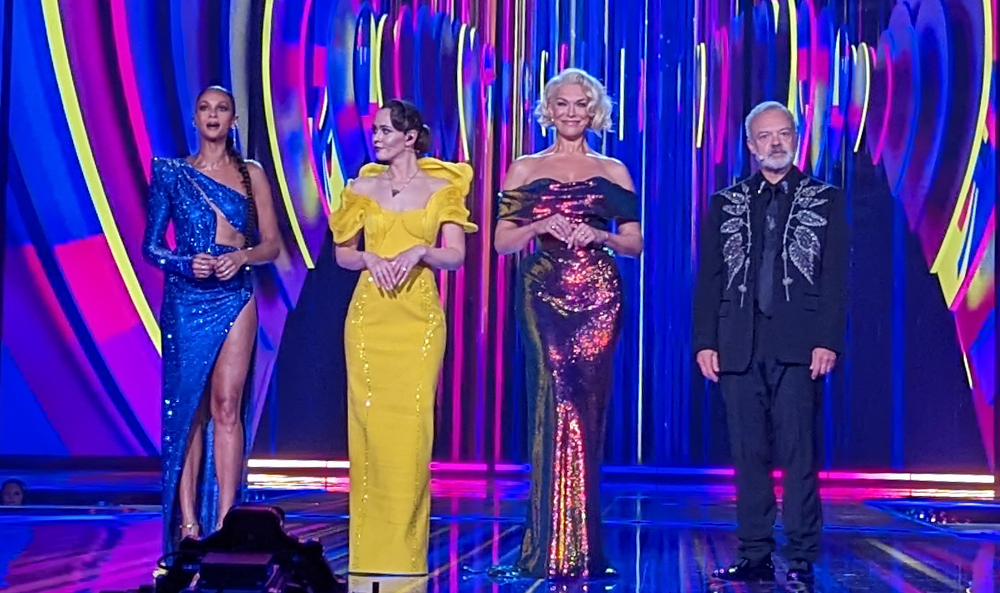
Ведучі під час фіналу конкурсу: Аліша Діксон, Юлія Саніна, Ханна Веддінгем та Грем Нортон

22 лютого 2023 року було оголошено склад ведучих на конкурс 2023 року. Британська співачка Аліша Діксон, британська актриса Ханна Веддінгем та українська співачка Юлія Саніна будуть ведучими, а у фіналі до них приєднається ірландський телеведучий та британський коментатор конкурсу з 2009 року Грем Нортон. Ведучими «Бірюзового килима» та церемонії відкриття стануть Тимур Мірошниченко (який був співведучим конкурсу 2017 року) та британська спортивна і телевізійна діячка Сем Квек.

### Зміни в голосуванні
22 листопада 2022 року EBU оголосив про серйозні зміни в системі голосування на конкурсі 2023 року. Результати півфіналу визначатимуться винятково телеголосуванням, як це було в період між 2004 і 2007 роками, тоді як результати фіналу визначатимуть як національні журі, так і телеголосування, як це відбувається з 2009 року. У випадку, якщо країна не зможе надати результати телеголосування для півфіналу, використовуватимуться резервні результати журі, а якщо проблема не зникне до фіналу, бали журі, нараховані у фіналі, будуть подвоєні, замінюючи попередню процедуру використання алгоритму для розрахунку та призначення балів на основі країн із подібними моделями голосування. Якщо журі країни дискваліфіковано, бали телеголосування від цієї країни будуть подвоєні та використані як заміна у фіналі.  Глядачі з країн, які не беруть участі в шоу, також зможуть голосувати в усіх шоу, при цьому їхні голоси будуть узагальнюватися та представлятися як один окремий набір балів у розділі «Решта світу». Ці глядачі зможуть голосувати через онлайн-платформу. На цю платформу поширюється таке саме обмеження, як і при голосуванні шляхом SMS чи телефонного дзвінка країни-учасниці: не більше 20 голосів з однієї кредитної картки, причому, проголосувати можна лише за одну трансакцію.

### Жеребкування півфіналу

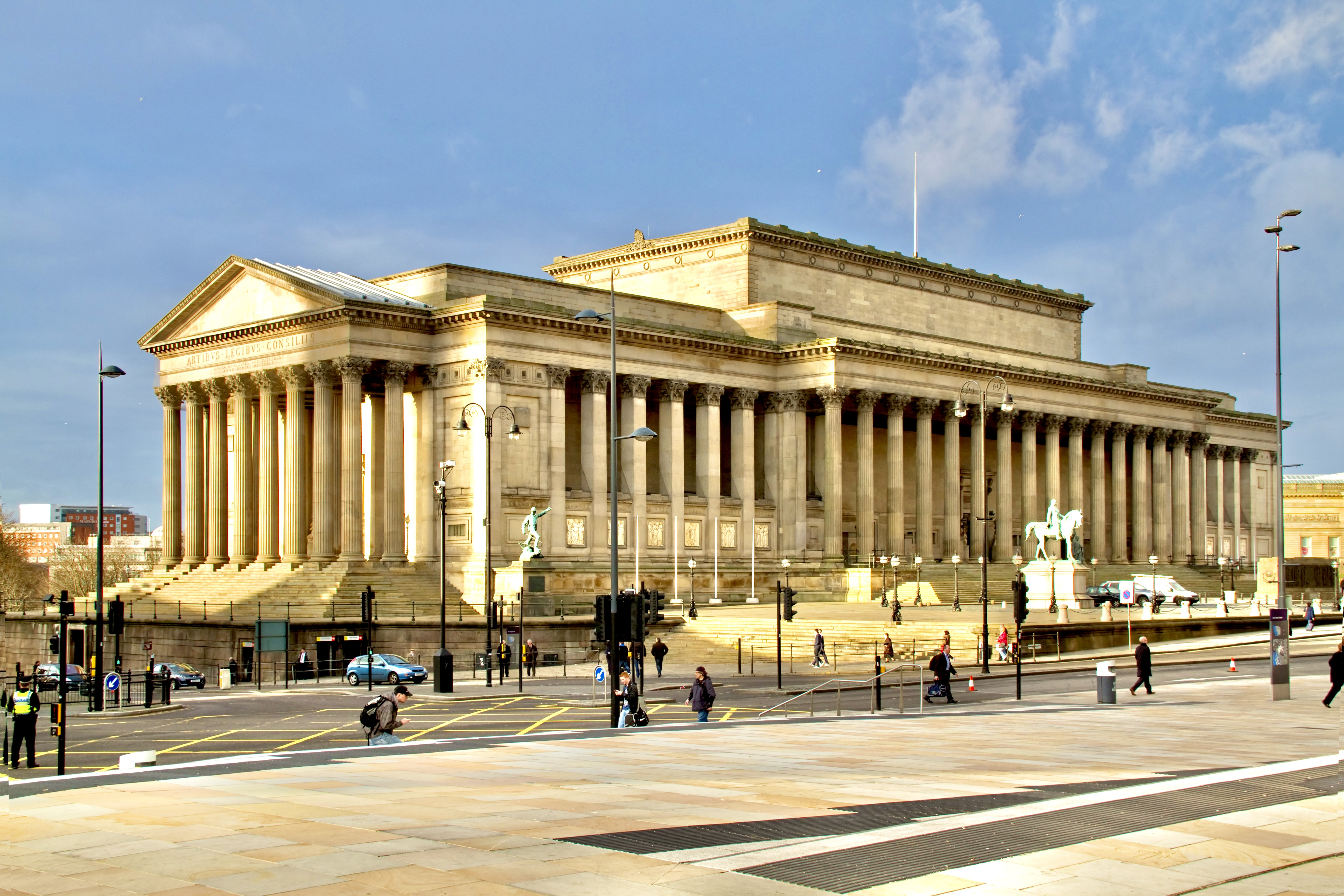
Місце проведення жеребкування конкурсу 2023 року в Сент-Джордж Холл

Жеребкування країн-учасниць півфіналу відбулося 31 січня 2023 року о 19:00 GMT (20:00 CET) у Сент Джордж Холл. Тридцять одна країна був розподілений між п'ятьма кошиками на основі історичних моделей голосування, підрахованих офіційним партнером конкурсу з телеголосування Digame. Мета жеребкування — зменшити ймовірність «блокового голосування» та збільшити напругу у півфіналі. Жеребкування також визначає, у якому з півфіналів голосуватимуть країна-переможниця минулого року (Україна) та країни «великої п'ятірки» (Франція, Німеччина, Італія, Іспанія, Велика Британія).
Церемонію провели Ей Джей Одуду та Райлан Кларк, і під час неї відбулася передача ключів від Стефано Ло Руссо, мера попереднього міста, в якому проводилося Євробачення — Турина — до Джоани Андерсон, мера Ліверпуля. Трансляцію церемонії доручили лондонській продюсерській компанії ModestTV. Подія транслювалася на офіційному каналі конкурсу на YouTube, на BBC Two у Великій Британії, в Україні на «Суспільне Культура» з коментарями Тимура Мірошниченка та в Італії на RaiPlay.
| Кошик 1                                                        | Кошик 2                                                                  | Кошик 3                                                      | Кошик 4                                                       | Кошик 5                                                     |
| -------------------------------------------------------------- | ------------------------------------------------------------------------ | ------------------------------------------------------------ | ------------------------------------------------------------- | ----------------------------------------------------------- |
| - Албанія - Австрія - Хорватія - Сербія - Словенія - Швейцарія | - Австралія - Данія - Естонія - Фінляндія - Ісландія - Норвегія - Швеція | - Вірменія - Азербайджан - Грузія - Ізраїль - Латвія - Литва | - Кіпр - Греція - Ірландія - Мальта - Португалія - Сан-Марино | - Бельгія - Чехія - Молдова - Нідерланди - Польща - Румунія |

### Листівки
«Листівки» — це 30-секундне відеозвернення, яке демонстрували по телебаченню, поки сцена готується до наступного виступу. Вони були зняті між лютим та квітнем 2023 року, режисером був Том Кук. Карло Массарелла та Джейн Макголдрік були виконавчими продюсерами, листівки були засновані на темі конкурсу «Об'єднані музикою». Використовуючи технологію безпілотника 360°, кожна листівка починалася у вибраному місці в Україні, потім у Великій Британії, а потім переїжджала до країни-учасниці. Три місця, зображені на кожній листівці, були об'єднані єдиною темою. Фонову музику написав Дмитро Шуров. Для кожної країни-учасниці були використані наступні місця:
| Країна          | Тема              | Локація                                                                                | Локація                                    | Локація                                   |
| Країна          | Тема              | В Україні                                                                              | У Великій Британії                         | В країні-учасниці                         |
| --------------- | ----------------- | -------------------------------------------------------------------------------------- | ------------------------------------------ | ----------------------------------------- |
| Албанія         | Міські парки      | Національний дендрологічний парк «Софіївка», Умань                                     | Сефтон Парк, Ліверпуль                     | Великий парк Тирани                       |
| Вірменія        | Ботанічні сади    | Ботанічний сад Львівського національного університету імені Івана Франка               | Проєкт Едем, Корнуолл                      | Єреванський ботанічний сад                |
| Австралія       | Мости             | Скляний міст, Київ                                                                     | Кліфтонський підвісний міст, Бристоль      | Міст Матагаруп, Перт                      |
| Австрія         | Ратуші            | Львівська ратуша                                                                       | Ратуша Шеффілда                            | Віденська ратуша                          |
| Азербайджан     | Міські площі      | Майдан Незалежності, Київ                                                              | Площа Сторіччя, Бірмінгем                  | Приморський бульвар                       |
| Бельгія         | Пам'ятники        | Монумент Незалежності                                                                  | Ангел Півночі, Гейтсхед                    | Атоміум, Брюссель                         |
| Хорватія        | Порти             | Київський річковий порт                                                                | Вітбі, Північний Йоркшир                   | Порт Рієка                                |
| Кіпр            | Пляжі             | Київський пляж                                                                         | Брайтон, Східний Сассекс                   | Пляж Акті Олімпіон, Лімасол               |
| Чехія           | Лабіринти         | Зелений лабіринт, Житомир                                                              | Лабіринт миру, Каслвеллан                  | Тисовий лабіринт, Луг                     |
| Данія           | Оперні театри     | Львівський національний академічний театр опери та балету імені Соломії Крушельницької | Уельський центр тисячоліття, Кардіфф       | Оперний театр Копенгагена                 |
| Естонія         | Вежі              | Водонапірна вежа                                                                       | Блекпульська вежа, Ланкашир                | Талліннська телевежа                      |
| Фінляндія       | Оглядові колеса   | Подільське оглядове колесо, Київ                                                       | Ліверпульське оглядове колесо              | SkyWheel Гельсінкі                        |
| Франція         | Палаци            | Палац Потоцьких                                                                        | Палац Гопетаун, Західний Лотіан            | Палац Фонтенбло, Сена і Марна             |
| Грузія          | Старі міста       | Старе місто, Львів                                                                     | Порт-Санлайт, Мерсісайд                    | Старе місто, Тбілісі                      |
| Німеччина       | Канали            | Русанівка, Київ                                                                        | Канал Бріджвотер, Великий Манчестер        | Канал Кервідерфліт, Гамбург               |
| Греція          | Руїни             | Форт-застава Дубно, Рівненська область                                                 | Замок Данлус, Антрім (графство)            | Храм Посейдона, Суніон                    |
| Ісландія        | Водоспади         | Манявський водоспад, Ґорґани                                                           | Pistyll Rhaeadr, Повіс                     | Квернуфосс, Скогар                        |
| Ірландія        | Гірські дороги    | Гірська дорога в Івано-Франківській області                                            | Дорога A3055, Острів Вайт (графство)       | Дорога R759, Віклов (графство)            |
| Ізраїль         | Скельні утворення | Урицькі скелі в Сколівських Бескидах                                                   | Стоунгендж, Вілтшир                        | Masada, Judaean Desert                    |
| Італія          | Велодроми         | Київський велодром                                                                     | Памп Трек Вельс, Раядер                    | Circus Maximus, Рим                       |
| Латвія          | Пляжні кемпінги   | Екопростір, Київське водосховище                                                       | Пляжні хатини на пляжі Боскомбу, Борнмут   | Мелнсілс, Талсинський край                |
| Литва           | Фортеці           | Хотинська фортеця, Чернівецька область                                                 | Ейлін Донан, Гайлендс                      | Тракайський замок                         |
| Мальта          | Автобуси          | Львівські автобуси                                                                     | Лондонський червоний двоповерховий автобус | Вінтажний автобус у Меллісі               |
| Молдова         | Ліси              | Сколівські Бескиди, Львівська область                                                  | Шервудський ліс, Ноттінгемшир              | Національний парк Орхей, Требужені        |
| Нідерланди      | Модельні міста    | Комфорт Таун, Київ                                                                     | Портмейріон, Гвінед                        | Зандам, Північна Голландія                |
| Норвегія        | Бібліотеки        | Національна бібліотека України імені В. І. Вернадського                                | Центральна бібліотека Ліверпуля            | Публічна бібліотека Осло                  |
| Польща          | ЗВО               | Чернівецький національний університет імені Юрія Федьковича                            | Триніті-коледж (Кембридж)                  | Факультет фізики, Варшавський університет |
| Португалія      | Церкви            | Софійський собор, Київ                                                                 | Собор Ілі, Кембриджшир                     | Національний пантеон, Лісабон             |
| Румунія         | Статуї            | Статуя Тараса Шевченко, Львів                                                          | Статуя гурту «The Beatles», Ліверпуль      | Бухарест                                  |
| Сан-Марино      | Замки             | Кам'янець-Подільська фортеця, Хмельницька область                                      | Замок Герстмонсо, Східний Сассе            | Гуаїта, Монте-Титано                      |
| Сербія          | Художні галереї   | PARK3020, Львівська область                                                            | Тейт Ліверпуль                             | Музей сучасного мистецтва, Белград        |
| Словенія        | Дахи              | Тетріс Холл, Київ                                                                      | Бар Goodness Gracious Roof, Ліверпуль      | Радіо Словенії на даху, Любляна           |
| Іспанія         | Театри            | Амфітеатр, Ужгород                                                                     | Театр Мінак, Корнуолл                      | Римський театр Сагунто, Сагунт            |
| Швеція          | Острови           | Острів Кохання, Умань                                                                  | Острів Святої Катерини, Тенбі              | Енхольмен, Готланд                        |
| Швейцарія       | Озера             | Озеро Бучак, Черкаська область                                                         | Лох-Несс, Гайлендс                         | Цюрихське озеро                           |
| Україна         | Вуличні мурали    | Вуличні мурали в Києві                                                                 | Вуличні мурали в Белфасті                  | Арт-завод Платформа, Київ                 |
| Велика Британія | Річки             | Дніпро, Київ                                                                           | Мерсі, Ліверпуль                           | Темза, Лондон                             |

## Країни-учасниці

Країни-учасниці першого півфіналу
Автофіналісти, що голосують у першому півфіналі
Країни-учасниці другого півфіналу
Автофіналісти, що голосують у другому півфіналі

20 жовтня 2022 року Європейська мовна спілка оголосила, що у конкурсі 2023 року візьмуть участь 37 країн. Болгарія, Північна Македонія та Чорногорія відмовилися від участі через фінансові причини.

### Повернення артистів
- Паша Парфеній — представляв Молдову на пісенному конкурсі Євробачення 2012, де зайняв 11 місце. Також був бек-вокалістом в Альони Мун у 2013 році.
- Лорін — представляла Швецію на пісенному конкурсі Євробачення 2012 та виграла його.
- Густаф — був бек-вокалістом Sennek у 2018 році та Hooverphonic у 2021 році.
- Іру — представляла Грузію на дитячому пісенному конкурсі Євробачення 2011 у складі Candy та виграла його.
- Моніка Лінкіте — представляла Литву на пісенному конкурсі Євробачення 2015 разом з Вайдасом Баумілою, де зайняла 18 місце.
- Марко Менгоні — представляв Італію на пісенному конкурсі Євробачення 2013, де зайняв 7 місце.

### Перший півфінал
Перший півфінал відбувся 9 травня 2023 року. У ньому також голосували Німеччина, Італія та Франція.
     Пройшли до фіналу
| №  | Країна      | Виконавець               | Пісня                   | Переклад                       | Мова                                       | Місце | Бали |
| -- | ----------- | ------------------------ | ----------------------- | ------------------------------ | ------------------------------------------ | ----- | ---- |
| 1  | Норвегія    | Алессандра               | «Queen of Kings»        | «Королева королів»             | Англійська                                 | 6     | 102  |
| 2  | Мальта      | The Busker               | «Dance (Our Own Party)» | «Танець (Наша власна вечірка)» | Англійська                                 | 15    | 3    |
| 3  | Сербія      | Люк Блек                 | «Samo mi se spava»      | «Я просто хочу спати»          | Сербська, англійська                       | 10    | 37   |
| 4  | Латвія      | Sudden Lights            | «Aijā»                  | «Айя»                          | Англійська, латиська                       | 11    | 34   |
| 5  | Португалія  | Mimicat                  | «Ai coração»            | «Ой серце»                     | Португальська                              | 9     | 74   |
| 6  | Ірландія    | Wild Youth               | «We Are One»            | «Ми єдині»                     | Англійська                                 | 12    | 10   |
| 7  | Хорватія    | Let 3                    | «Mama ŠČ!»              | «Мама Щ!»                      | Хорватська                                 | 8     | 76   |
| 8  | Швейцарія   | Ремо Форрер              | «Watergun»              | «Водяна рушниця»               | Англійська                                 | 7     | 97   |
| 9  | Ізраїль     | Ноа Кірел                | «Unicorn»               | «Єдиноріг»                     | Англійська                                 | 3     | 127  |
| 10 | Молдова     | Паша Парфеній            | «Soarele și luna»       | «Сонце і місяць»               | Румунська                                  | 5     | 109  |
| 11 | Швеція      | Лорін                    | «Tattoo»                | «Татуювання»                   | Англійська                                 | 2     | 135  |
| 12 | Азербайджан | TuralTuranX              | «Tell Me More»          | «Розкажи мені більше»          | Англійська                                 | 14    | 4    |
| 13 | Чехія       | Vesna                    | «My Sister's Crown»     | «Корона моєї сестри»           | Чеська, англійська, українська, болгарська | 4     | 110  |
| 14 | Нідерланди  | Міа Ніколай і Діон Купер | «Burning Daylight»      | «Палаюче денне світло»         | Англійська                                 | 13    | 7    |
| 15 | Фінляндія   | Käärijä                  | «Cha Cha Cha»           | «Ча Ча Ча»                     | Фінська                                    | 1     | 177  |

### Другий півфінал
Другий півфінал відбувся 11 травня 2023 року. У ньому також голосували Велика Британія, Україна та Іспанія.
     Пройшли до фіналу
| №  | Країна     | Виконавець                 | Пісня                    | Переклад                        | Мова                   | Місце | Бали |
| -- | ---------- | -------------------------- | ------------------------ | ------------------------------- | ---------------------- | ----- | ---- |
| 1  | Данія      | Рейлі                      | «Breaking My Heart»      | «Розбиваючи моє серце»          | Англійська             | 14    | 6    |
| 2  | Вірменія   | Brunette                   | «Future Lover»           | «Майбутній коханець»            | Англійська, вірменська | 6     | 99   |
| 3  | Румунія    | Теодор Андрей              | «D.G.T. (Off and on)»    | «Пальці (Вимкнено і ввімкнено)» | Румунська, англійська  | 15    | 0    |
| 4  | Естонія    | Аліка                      | «Bridges»                | «Мости»                         | Англійська             | 10    | 74   |
| 5  | Бельгія    | Густаф                     | «Because of You»         | «Через тебе»                    | Англійська             | 8     | 90   |
| 6  | Кіпр       | Ендрю Ламбру               | «Break a Broken Heart»   | «Розбити розбите серце»         | Англійська             | 7     | 94   |
| 7  | Ісландія   | Diljá                      | «Power»                  | «Сила»                          | Англійська             | 11    | 44   |
| 8  | Греція     | Віктор Вернікос            | «What They Say»          | «Що вони кажуть»                | Англійська             | 13    | 14   |
| 9  | Польща     | Бланка                     | «Solo»                   | «Соло»                          | Англійська             | 3     | 124  |
| 10 | Словенія   | Joker Out                  | «Carpe diem»             | «Лови день»                     | Словенська             | 5     | 103  |
| 11 | Грузія     | Іру                        | «Echo»                   | «Відлуння»                      | Англійська             | 12    | 33   |
| 12 | Сан-Марино | Piqued Jacks               | «Like an Animal»         | «Як тварина»                    | Англійська             | 16    | 0    |
| 13 | Австрія    | Тея і Саліна               | «Who the Hell is Edgar?» | «Хто такий Едгар?»              | Англійська             | 2     | 137  |
| 14 | Албанія    | Альбіна та родина Келменді | «Duje»                   | «Кохати»                        | Албанська              | 9     | 83   |
| 15 | Литва      | Моніка Лінкіте             | «Stay»                   | «Залишся»                       | Англійська             | 4     | 110  |
| 16 | Австралія  | Voyager                    | «Promise»                | «Обіцянка»                      | Англійська             | 1     | 149  |

### Фінал
Фінал відбувся 13 травня 2023 року.
     Перемога
     Друге місце
     Третє місце
| №  | Країна          | Виконавець                 | Пісня                    | Переклад                | Мова                                       | Місце | Бали |
| -- | --------------- | -------------------------- | ------------------------ | ----------------------- | ------------------------------------------ | ----- | ---- |
| 1  | Австрія         | Тея і Саліна               | «Who the Hell is Edgar?» | «Хто такий Едгар?»      | Англійська                                 | 15    | 120  |
| 2  | Португалія      | Mimicat                    | «Ai coração»             | «Ой серце»              | Португальська                              | 23    | 59   |
| 3  | Швейцарія       | Ремо Форрер                | «Watergun»               | «Водяна рушниця»        | Англійська                                 | 20    | 92   |
| 4  | Польща          | Бланка                     | «Solo»                   | «Соло»                  | Англійська                                 | 19    | 93   |
| 5  | Сербія          | Люк Блек                   | «Samo mi se spava»       | «Я просто хочу спати»   | Сербська                                   | 24    | 30   |
| 6  | Франція         | Ла Зарра                   | «Évidemment»             | «Очевидно»              | Французька                                 | 16    | 104  |
| 7  | Кіпр            | Ендрю Ламбру               | «Break a Broken Heart»   | «Розбити розбите серце» | Англійська                                 | 12    | 126  |
| 8  | Іспанія         | Бланка Палома              | «Eaea»                   | «Еаеа»                  | Іспанська                                  | 17    | 100  |
| 9  | Швеція          | Лорін                      | «Tattoo»                 | «Татуювання»            | Англійська                                 | 1     | 583  |
| 10 | Албанія         | Альбіна та родина Келменді | «Duje»                   | «Кохати»                | Албанська                                  | 22    | 76   |
| 11 | Італія          | Марко Менгоні              | «Due vite»               | «Два життя»             | Італійська                                 | 4     | 350  |
| 12 | Естонія         | Аліка                      | «Bridges»                | «Мости»                 | Англійська                                 | 8     | 168  |
| 13 | Фінляндія       | Käärijä                    | «Cha Cha Cha»            | «Ча Ча Ча»              | Фінська                                    | 2     | 526  |
| 14 | Чехія           | Vesna                      | «My Sister's Crown»      | «Корона моєї сестри»    | Чеська, англійська, українська, болгарська | 10    | 129  |
| 15 | Австралія       | Voyager                    | «Promise»                | «Обіцянка»              | Англійська                                 | 9     | 151  |
| 16 | Бельгія         | Густаф                     | «Because of You»         | «Через тебе»            | Англійська                                 | 7     | 182  |
| 17 | Вірменія        | Brunette                   | «Future Lover»           | «Майбутній коханець»    | Англійська, вірменська                     | 14    | 122  |
| 18 | Молдова         | Паша Парфеній              | «Soarele și luna»        | «Сонце і місяць»        | Румунська                                  | 18    | 96   |
| 19 | Україна         | Tvorchi                    | «Heart of Steel»         | «Сталеве серце»         | Англійська, українська                     | 6     | 243  |
| 20 | Норвегія        | Алессандра                 | «Queen of Kings»         | «Королева королів»      | Англійська                                 | 5     | 268  |
| 21 | Німеччина       | Lord of the Lost           | «Blood & Glitter»        | «Кров і блиск»          | Англійська                                 | 26    | 18   |
| 22 | Литва           | Моніка Лінкіте             | «Stay»                   | «Залишся»               | Англійська                                 | 11    | 127  |
| 23 | Ізраїль         | Ноа Кірел                  | «Unicorn»                | «Єдиноріг»              | Англійська                                 | 3     | 362  |
| 24 | Словенія        | Joker Out                  | «Carpe diem»             | «Лови день»             | Словенська                                 | 21    | 78   |
| 25 | Хорватія        | Let 3                      | «Mama ŠČ!»               | «Мама Щ!»               | Хорватська                                 | 13    | 123  |
| 26 | Велика Британія | Мей Мюллер                 | «I Wrote a Song»         | «Я написала пісню»      | Англійська                                 | 25    | 24   |

#### Речники
12-бальні оцінки національних журі оголошуються представниками кожної країни-учасниці. Станом на травень 2023 року було оголошено речників таких країн:
- Албанія – Андрі Джаху[65]
- Австралія – Кетрін Мартін[66]
- Австрія – Філіп Ганза[67]
- Азербайджан – Нармін Салманова[68]
- Бельгія – Барт Каннаертс[69]
- Вірменія – Maléna[70]
- Естонія – Рагнар Клаван[71]
- Фінляндія – Бесс[72]
- Франція – Анггун[73]
- Греція – Фотіс Сергулопулос[74]
- Ізраїль – Іланіт[75]
- Італія – Kaze[76]
- Кіпр – Лукас Хаматсос[77]
- Литва – Моніка Любінайте[78]
- Мальта – Раян Хілі[79]
- Нідерланди – S10[80]
- Німеччина – Елтон[81]
- Норвегія – Бен Адамс[82]
- Польща – Іда Новаковська[83]
- Румунія – Еда Маркус[84]
- Сан-Марино – Джон Кеннеді О'Коннор[85]
- Іспанія – Рут Лоренсо[86][87]
- Швеція – Фара Абаді[88]
- Швейцарія – К'яра Дюбі[89]
- Україна – Злата Огнєвіч[90]
- Велика Британія – Кетрін Тейт[91]

## Результати голосування

### Перший півфінал
| Використана процедура голосування: 100% телеголосування | Використана процедура голосування: 100% телеголосування | Загальна кількість | Телеглядачі | Телеглядачі | Телеглядачі | Телеглядачі | Телеглядачі | Телеглядачі | Телеглядачі | Телеглядачі | Телеглядачі | Телеглядачі | Телеглядачі | Телеглядачі | Телеглядачі | Телеглядачі | Телеглядачі | Телеглядачі | Телеглядачі | Телеглядачі | Телеглядачі | Телеглядачі | Телеглядачі | Телеглядачі | Телеглядачі | Телеглядачі | Телеглядачі | Телеглядачі | Телеглядачі | Телеглядачі | Телеглядачі | Телеглядачі | Телеглядачі | Телеглядачі | Телеглядачі | Телеглядачі | Телеглядачі | Телеглядачі | Телеглядачі |
| Використана процедура голосування: 100% телеголосування | Використана процедура голосування: 100% телеголосування | Загальна кількість | Норвегія    | Мальта      | Сербія      | Латвія      | Португалія  | Ірландія    | Хорватія    | Швейцарія   | Ізраїль     | Молдова     | Швеція      | Азербайджан | Чехія       | Нідерланди  | Фінляндія   | Франція     | Німеччина   | Італія      | Решта світу |             |             |             |             |             |             |             |             |             |             |             |             |             |             |             |             |             |             |
| Використана процедура голосування: 100% телеголосування | Використана процедура голосування: 100% телеголосування | Загальна кількість |             |             |             |             |             |             |             |             |             |             |             |             |             |             |             |             |             |             |             |             |             |             |             |             |             |             |             |             |             |             |             |             |             |             |             |             |             |
| Учасники                                                | Норвегія                                                | 102                |             | 10          | 5           | 4           | 3           | 2           | 6           | 3           | 10          | 8           | 10          | 2           | 10          | 5           | 10          | 1           | 3           | 10          |             |             |             |             |             |             |             |             |             |             |             |             |             |             |             |             |             |             |             |
| Учасники                                                | Мальта                                                  | 3                  |             |             |             |             |             |             |             |             | 2           |             |             |             |             |             |             |             |             |             | 1           |             |             |             |             |             |             |             |             |             |             |             |             |             |             |             |             |             |             |
| Учасники                                                | Сербія                                                  | 37                 |             | 5           |             |             |             |             | 10          | 6           |             |             | 1           | 3           | 3           |             | 4           | 2           |             | 1           | 2           |             |             |             |             |             |             |             |             |             |             |             |             |             |             |             |             |             |             |
| Учасники                                                | Латвія                                                  | 34                 |             |             | 2           |             | 4           | 4           |             |             |             | 1           |             | 6           | 1           | 1           | 3           | 3           | 1           |             | 8           |             |             |             |             |             |             |             |             |             |             |             |             |             |             |             |             |             |             |
| Учасники                                                | Португалія                                              | 74                 | 2           | 4           | 3           |             |             | 1           | 5           | 12          | 3           | 4           | 4           |             | 2           | 7           | 2           | 12          | 5           | 2           | 6           |             |             |             |             |             |             |             |             |             |             |             |             |             |             |             |             |             |             |
| Учасники                                                | Ірландія                                                | 10                 | 3           | 3           |             | 1           | 2           |             |             | 1           |             |             |             |             |             |             |             |             |             |             |             |             |             |             |             |             |             |             |             |             |             |             |             |             |             |             |             |             |             |
| Учасники                                                | Хорватія                                                | 76                 | 4           |             | 12          | 7           |             | 5           |             | 5           | 5           | 3           | 5           |             | 4           | 2           | 6           |             | 10          | 5           | 3           |             |             |             |             |             |             |             |             |             |             |             |             |             |             |             |             |             |             |
| Учасники                                                | Швейцарія                                               | 97                 | 8           | 6           | 1           | 3           | 5           | 7           | 2           |             | 4           | 7           | 8           | 7           | 5           | 8           | 8           | 6           | 8           | 4           |             |             |             |             |             |             |             |             |             |             |             |             |             |             |             |             |             |             |             |
| Учасники                                                | Ізраїль                                                 | 127                | 5           | 8           | 7           | 8           | 7           | 6           | 7           | 7           |             | 12          | 3           | 12          | 12          | 4           | 1           | 8           | 2           | 6           | 12          |             |             |             |             |             |             |             |             |             |             |             |             |             |             |             |             |             |             |
| Учасники                                                | Молдова                                                 | 109                | 6           | 1           | 4           | 6           | 12          | 10          | 3           | 2           | 6           |             | 6           | 4           | 7           | 3           | 7           | 10          | 6           | 12          | 4           |             |             |             |             |             |             |             |             |             |             |             |             |             |             |             |             |             |             |
| Учасники                                                | Швеція                                                  | 135                | 10          | 12          | 6           | 10          | 8           | 8           | 4           | 8           | 7           | 10          |             | 10          | 6           | 12          | 5           | 5           | 4           | 3           | 7           |             |             |             |             |             |             |             |             |             |             |             |             |             |             |             |             |             |             |
| Учасники                                                | Азербайджан                                             | 4                  |             |             |             | 2           |             |             | 1           |             | 1           |             |             |             |             |             |             |             |             |             |             |             |             |             |             |             |             |             |             |             |             |             |             |             |             |             |             |             |             |
| Учасники                                                | Чехія                                                   | 110                | 7           | 2           | 8           | 5           | 6           | 3           | 8           | 4           | 8           | 5           | 7           | 5           |             | 6           | 12          | 4           | 7           | 8           | 5           |             |             |             |             |             |             |             |             |             |             |             |             |             |             |             |             |             |             |
| Учасники                                                | Нідерланди                                              | 7                  | 1           |             |             |             | 1           |             |             |             |             | 2           | 2           | 1           |             |             |             |             |             |             |             |             |             |             |             |             |             |             |             |             |             |             |             |             |             |             |             |             |             |
| Учасники                                                | Фінляндія                                               | 177                | 12          | 7           | 10          | 12          | 10          | 12          | 12          | 10          | 12          | 6           | 12          | 8           | 8           | 10          |             | 7           | 12          | 7           | 10          |             |             |             |             |             |             |             |             |             |             |             |             |             |             |             |             |             |             |

#### 12 балів
Підсумок усіх 12 балів, отриманих у телеголосуванні кожної країни.
| Кількість | Країна     | Країни, що віддали 12 балів                                      |
| --------- | ---------- | ---------------------------------------------------------------- |
| 7         | Фінляндія  | Хорватія, Німеччина, Ірландія, Ізраїль, Латвія, Норвегія, Швеція |
| 4         | Ізраїль    | Азербайджан, Чехія, Молдова, 🌎 Решта світу                      |
| 2         | Молдова    | Італія, Португалія                                               |
| 2         | Португалія | Франція, Швейцарія                                               |
| 2         | Швеція     | Мальта, Нідерланди                                               |
| 1         | Хорватія   | Сербія                                                           |
| 1         | Чехія      | Фінляндія                                                        |

### Другий півфінал
| Використана процедура голосування: 100% телеголосування | Використана процедура голосування: 100% телеголосування | Загальна кількість | Телеглядачі | Телеглядачі | Телеглядачі | Телеглядачі | Телеглядачі | Телеглядачі | Телеглядачі | Телеглядачі | Телеглядачі | Телеглядачі | Телеглядачі | Телеглядачі | Телеглядачі | Телеглядачі | Телеглядачі | Телеглядачі | Телеглядачі | Телеглядачі | Телеглядачі     | Телеглядачі |
| Використана процедура голосування: 100% телеголосування | Використана процедура голосування: 100% телеголосування | Загальна кількість | Данія       | Вірменія    | Румунія     | Естонія     | Бельгія     | Кіпр        | Ісландія    | Греція      | Польща      | Словенія    | Грузія      | Сан-Марино  | Австрія     | Албанія     | Литва       | Австралія   | Іспанія     | Україна     | Велика Британія | Решта світу |
| Використана процедура голосування: 100% телеголосування | Використана процедура голосування: 100% телеголосування | Загальна кількість |             |             |             |             |             |             |             |             |             |             |             |             |             |             |             |             |             |             |                 |             |
| Учасники                                                | Данія                                                   | 6                  |             |             |             |             |             |             | 6           |             |             |             |             |             |             |             |             |             |             |             |                 |             |
| Учасники                                                | Вірменія                                                | 99                 |             |             | 6           | 3           | 12          | 10          |             | 8           | 5           | 1           | 12          | 4           | 4           | 8           | 1           | 2           | 10          | 3           |                 | 10          |
| Учасники                                                | Румунія                                                 | 0                  |             |             |             |             |             |             |             |             |             |             |             |             |             |             |             |             |             |             |                 |             |
| Учасники                                                | Естонія                                                 | 74                 | 1           | 6           | 5           |             | 2           | 3           | 3           | 3           | 2           | 5           | 2           | 10          | 3           | 2           | 10          | 4           |             | 8           | 2               | 2           |
| Учасники                                                | Бельгія                                                 | 90                 | 8           | 1           |             | 4           |             | 4           | 7           | 1           | 3           | 7           | 3           | 5           | 12          | 3           | 5           | 7           | 8           | 1           | 6               | 5           |
| Учасники                                                | Кіпр                                                    | 94                 | 4           | 10          | 4           | 5           | 4           |             | 5           | 12          | 7           | 4           | 5           | 1           | 2           | 6           | 4           | 10          | 3           | 4           | 4               |             |
| Учасники                                                | Ісландія                                                | 44                 | 12          |             |             | 2           | 1           |             |             |             |             | 3           | 6           | 7           | 1           | 1           | 2           | 5           | 1           |             | 1               | 3           |
| Учасники                                                | Греція                                                  | 14                 |             | 2           |             |             |             | 12          |             |             |             |             |             |             |             |             |             |             |             |             |                 |             |
| Учасники                                                | Польща                                                  | 124                | 7           | 8           | 2           | 8           | 7           | 6           | 10          | 5           |             | 8           | 8           | 2           | 7           | 7           | 12          |             | 4           | 12          | 10              |             |
| Учасники                                                | Словенія                                                | 103                | 2           | 5           | 12          | 7           | 3           | 2           | 1           | 2           | 12          |             | 1           |             | 10          | 4           | 7           | 8           | 12          | 6           | 3               | 6           |
| Учасники                                                | Грузія                                                  | 33                 |             | 12          | 3           | 1           |             |             |             | 7           | 1           |             |             | 3           |             |             | 3           | 1           |             | 2           |                 | 1           |
| Учасники                                                | Сан-Марино                                              | 0                  |             |             |             |             |             |             |             |             |             |             |             |             |             |             |             |             |             |             |                 |             |
| Учасники                                                | Австрія                                                 | 137                | 6           | 3           | 7           | 6           | 10          | 5           | 8           | 6           | 10          | 10          | 4           | 8           |             | 10          | 6           | 12          | 6           | 5           | 7               | 8           |
| Учасники                                                | Албанія                                                 | 82                 | 3           | 7           | 8           |             | 8           | 1           | 2           | 10          | 4           | 12          |             |             | 6           |             |             | 3           | 2           |             | 5               | 12          |
| Учасники                                                | Литва                                                   | 110                | 5           |             | 1           | 10          | 5           | 8           | 4           |             | 6           | 2           | 10          | 12          | 5           | 5           |             | 6           | 5           | 10          | 12              | 4           |
| Учасники                                                | Австралія                                               | 149                | 10          | 4           | 10          | 12          | 6           | 7           | 12          | 4           | 8           | 6           | 7           | 6           | 8           | 12          | 8           |             | 7           | 7           | 8               | 7           |

#### 12 балів
Підсумок усіх 12 балів, отриманих у телеголосуванні кожної країни.
| Кількість | Країна    | Країни, що віддали 12 балів |
| --------- | --------- | --------------------------- |
| 3         | Австралія | Албанія, Естонія, Ісландія  |
| 3         | Словенія  | Польща, Румунія, Іспанія    |
| 2         | Албанія   | 🌎 Решта світу, Словенія    |
| 2         | Вірменія  | Бельгія, Грузія             |
| 2         | Литва     | Сан-Марино, Велика Британія |
| 2         | Польща    | Литва, Україна              |
| 1         | Австрія   | Австралія                   |
| 1         | Бельгія   | Австрія                     |
| 1         | Кіпр      | Греція                      |
| 1         | Грузія    | Вірменія                    |
| 1         | Греція    | Кіпр                        |
| 1         | Ісландія  | Данія                       |

### Фінал
| Місце | Загальна        | Загальна | Журі            | Журі | Телеглядачі     | Телеглядачі |
| Місце | Країна          | Бали     | Країна          | Бали | Країна          | Бали        |
| ----- | --------------- | -------- | --------------- | ---- | --------------- | ----------- |
| 1     | Швеція          | 583      | Швеція          | 340  | Фінляндія       | 376         |
| 2     | Фінляндія       | 526      | Ізраїль         | 177  | Швеція          | 243         |
| 3     | Ізраїль         | 362      | Італія          | 176  | Норвегія        | 216         |
| 4     | Італія          | 350      | Фінляндія       | 150  | Україна         | 189         |
| 5     | Норвегія        | 268      | Естонія         | 146  | Ізраїль         | 185         |
| 6     | Україна         | 243      | Австралія       | 130  | Італія          | 174         |
| 7     | Бельгія         | 182      | Бельгія         | 127  | Хорватія        | 112         |
| 8     | Естонія         | 168      | Австрія         | 104  | Польща          | 81          |
| 9     | Австралія       | 151      | Іспанія         | 95   | Молдова         | 76          |
| 10    | Чехія           | 129      | Чехія           | 94   | Албанія         | 59          |
| 11    | Литва           | 127      | Литва           | 81   | Кіпр            | 58          |
| 12    | Кіпр            | 126      | Вірменія        | 69   | Бельгія         | 55          |
| 13    | Хорватія        | 123      | Кіпр            | 68   | Вірменія        | 53          |
| 14    | Вірменія        | 122      | Швейцарія       | 61   | Франція         | 50          |
| 15    | Австрія         | 120      | Україна         | 54   | Литва           | 46          |
| 16    | Франція         | 104      | Франція         | 54   | Словенія        | 45          |
| 17    | Іспанія         | 100      | Норвегія        | 52   | Чехія           | 35          |
| 18    | Молдова         | 96       | Португалія      | 43   | Швейцарія       | 31          |
| 19    | Польща          | 93       | Словенія        | 33   | Естонія         | 22          |
| 20    | Швейцарія       | 92       | Молдова         | 20   | Австралія       | 21          |
| 21    | Словенія        | 78       | Албанія         | 17   | Сербія          | 16          |
| 22    | Албанія         | 76       | Велика Британія | 15   | Австрія         | 16          |
| 23    | Португалія      | 59       | Сербія          | 14   | Португалія      | 16          |
| 24    | Сербія          | 30       | Польща          | 12   | Німеччина       | 15          |
| 25    | Велика Британія | 24       | Хорватія        | 11   | Велика Британія | 9           |
| 26    | Німеччина       | 18       | Німеччина       | 3    | Іспанія         | 5           |

#### 12 бали
Підсумок усіх 12 балів, отриманих від професійних журі кожної країни.
| Кількість | Країна    | Країни, що віддали 12 балів |
| --------- | --------- | --- |
| 15        | Швеція    | Албанія, Кіпр, Данія, Естонія, Фінляндія, Німеччина, Ірландія, Ізраїль, Литва, Мальта, Молдова, Нідерланди, Іспанія, Україна, Велика Британія |
| 5         | Ізраїль   | Вірменія, Азербайджан, Франція, Італія, Польща                                                                                                |
| 5         | Італія    | Австрія, Хорватія, Румунія, Сан-Марино, Словенія                                                                                              |
| 3         | Бельгія   | Австралія, Грузія, Греція |
| 2         | Австралія | Ісландія, Португалія |
| 2         | Фінляндія | Норвегія, Швеція |
| 1         | Австрія   | Бельгія |
| 1         | Чехія     | Швейцарія |
| 1         | Естонія   | Латвія |
| 1         | Словенія  | Сербія |
| 1         | Україна   | Чехія |

| Кількість | Країна    | Країни, що віддали 12 балів |
| --------- | --------- | --- |
| 18        | Фінляндія | Австралія, Австрія, Бельгія, Данія, Естонія, Німеччина, Ісландія, Ірландія, Ізраїль, Латвія, Литва, Нідерланди, Норвегія, Сан-Марино, Сербія, Іспанія, Швеція, Велика Британія |
| 4         | Ізраїль   | Вірменія, Азербайджан, Кіпр, 🌎 Решта світу |
| 4         | Україна   | Чехія, Молдова, Польща, Португалія |
| 2         | Італія    | Албанія, Мальта |
| 2         | Вірменія  | Франція, Грузія |
| 2         | Молдова   | Італія, Румунія |
| 1         | Албанія   | Швейцарія |
| 1         | Кіпр      | Греція |
| 1         | Хорватія  | Словенія |
| 1         | Норвегія  | Фінляндія |
| 1         | Польща    | Україна |
| 1         | Словенія  | Хорватія |

## Інші країни

### Активні члениЄМС

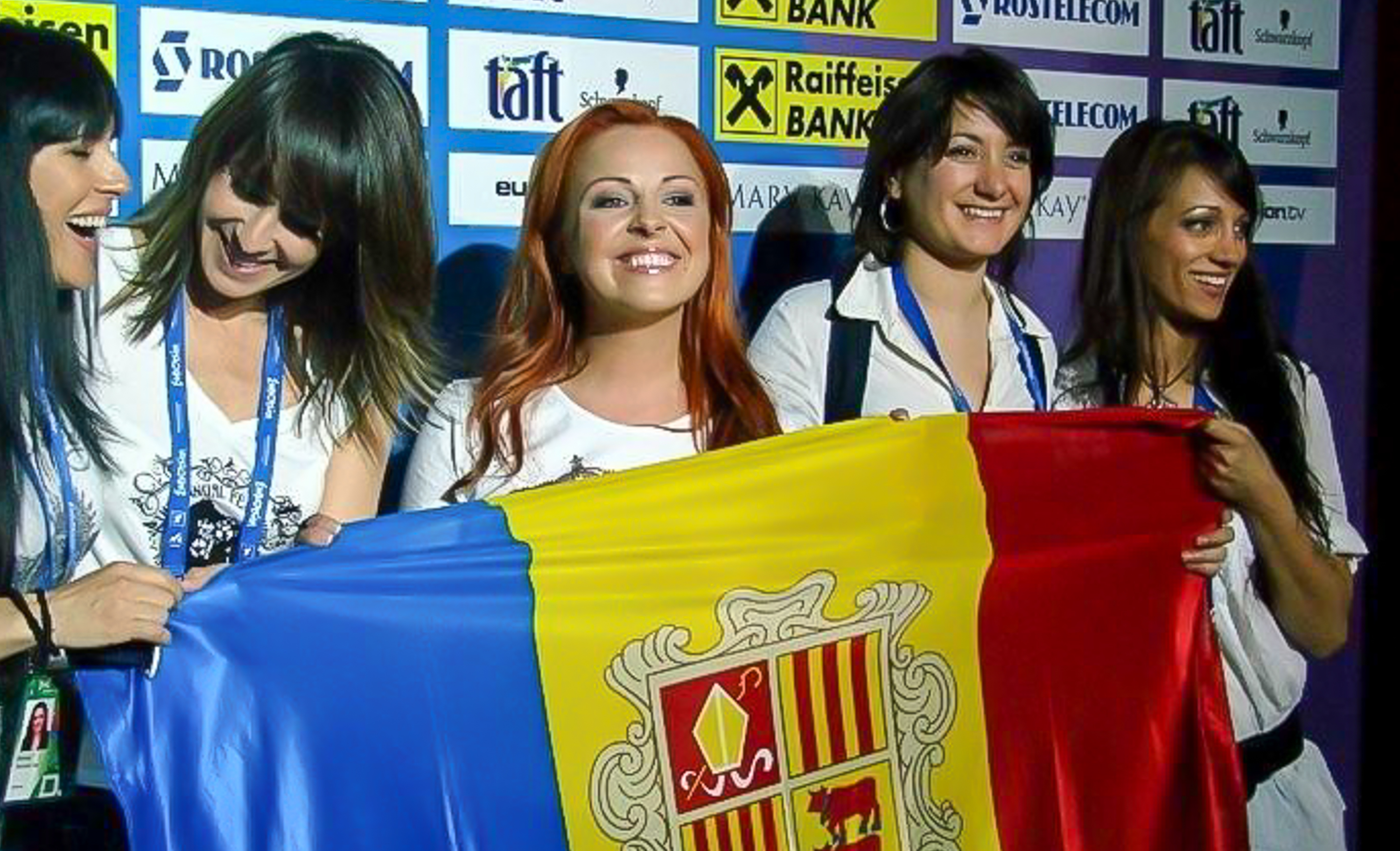
Андорра на Євробаченні 2009

- Андорра на Євробаченні 2009 Андорра — контент-менеджер RTVA, Дані Ортола, зазначив, що наразі участь у конкурсі не входить у плани мовника. Ортола прокоментував, що «незважаючи на те, що ми є частиною ЄМС, ми не плануємо брати участь у Пісенному конкурсі Євробачення в короткостроковій або середньостроковій перспективі»[95]. Андорра не брала участі в Євробаченні з 2009 року. Сюзанна Георгі[en], остання представниця країни на конкурсі, раніше заявляла, що має усну домовленість з урядом Андорри щодо повернення країни у 2022 році, проте цього не сталося[96].
- Болгарія — 14 жовтня 2022 року болгарська телекомпанія BNT підтвердила, що країна не братиме участі у 2023 році, посилаючись на фінансові обмеження та відсутності цікавості, а також заявивши, що Болгарія навряд чи повернеться до конкурсу найближчим часом.[97]
- Люксембург — 2 серпня 2022 року люксембурзька телекомпанія RTL підтвердила, що країна не повернеться у 2023 році, посилаючись на те, що телеканал наразі зосереджений на новинах, а не на музичних і розважальних шоу, і що участь у Євробаченні спричинить фінансовий тиск для телекомпанії[98].
- Монако — 22 листопада 2021 року було повідомлено, що частина державного бюджету Монако зарезервована для участі в конкурсі 2023 року[99]. Проте національний мовник країни TMC[en] наразі не підтвердив і не спростував цього.
- Північна Македонія — національний мовник країни MRT заявив, що розглядає можливість відмови від участі у 2023 році через негативний імідж Євробачення у громадськості, що виник після інциденту на церемонії відкриття Євробачення 2022, коли Андреа скинула на підлогу македонський прапор[100]. 14 жовтня 2022 року було офіційно підтверджено, що країна відмовляється від участі в конкурсі.[101]
- Словаччина — 10 червня 2022 року словацька телекомпанія RTVS підтвердила, що країна не повернеться до конкурсу у 2023 році, посилаючись на фінансові обмеження та низькі показники переглядів Євробаченні. Однак пізніше стало відомо, що Словаччина все ще могла розглянути можливість повернення до конкурсу після виборів нового генерального директора телеканала-мовника, а остаточне рішення, як очікувалось, мало бути ухвалене до серпня[102]. Востаннє Словаччина була учасницею Євробачення у 2012 році[103].
- Чорногорія — 13 жовтня 2022 року чорногорська телекомпанія RTCG підтвердила, що країна не братиме участі у 2023 році, посилаючись на фінансові обмеження та відсутність інтересу з боку спонсорів.[104][105]

### Не є членамиЄМС
- Косово — генеральний директор RTK, Шкумбін Ахмеджекай, оголосив, що косовський мовник має намір подати заявку на членство в ЄМС наприкінці 2022 року. Косово хоче стати повноправним членом Європейської мовної спілки до кінця року, щоб мати можливість брати участь у Пісенному конкурсі Євробачення. Ахмеджекай зазначив, що зараз Косово може мати більше шансів приєднатися до Спілки після того, як у ній було призупинено членство Росії та Білорусі. Однак генеральний директор RTK також визнає, що існують значні перешкоди для цього, оскільки Косово не є членом Міжнародної спілки електрозв'язку, що є необхідною умовою для членства в ЄМС[106].
- Ліхтенштейн — 9 серпня 2022 року телекомпанія Ліхтенштейну 1 FL TV підтвердила, що більше не збирається подавати заявку на членство в ЄМС, що виключає дебют країни у конкурсі.[107]

## Інциденти

### Проблеми з якістю трансляції в Україні
Принаймні окремих регіонах України під час телетрансляції першого півфіналу конкурсу на Суспільне Культура усіх 15-ти виступів конкурсантів та відео трьох фіналістів, а також виступів гостей та прямої мови ведучих, звук оригінальної трансляції був практично відсутній, що нагадувало фон інтернет-трансляції. Адекватний звук був виключно від українського коментатора Тімура Мирошниченка, причому під час виступу телеведучої Юлії Саніної, був чутний його коментар замість фонового виступу української співачки, що також наводить на паралелі з інтернет-трасляцією, у якій немає прав на трансляцію оригінального звуку виступу, у подальших виступах артистів, був чутний виключно фоновий звук, а мова коментатора лунала у запланованих проміжках. До кінця трансляції не було здійснено жодних спроб виправити ситуацію. Складалося вражання про повну відсутність режисера трансляції, що стежить саме за телекартинкою, що видається до телеефіру.[джерело?]
Представник Суспільного повідомив, що була технічна проблема: залежно від типу трансляції деякі глядачі отримували сигнал з неякісним звуком. Згодом проблема була усунута.